# 2019-es önkormányzati választás Hajdúnánáson
A 2019-es önkormányzati választásokat október 13-án bonyolították le valamennyi magyar településen. Hajdúnánáson a rendszerváltás óta nyolcadik alkalommal szavaztak a polgárok az önkormányzat összetételéről.
Az előző választás alkalmával a képviselő-testületben nagyarányú többséget szerző Fidesz-KDNP-vel szemben az országos trendekhez igazodva az ellenzéki pártok Hajdúnánáson is közös jelöltekkel és kompenzációs listával álltak rajthoz, bár polgármesterjelöltet nem indítottak. Az Összefogás Hajdúnánásért szövetség jelöltjei mellett a DK, az MSZP, a Jobbik, a Momentum, az LMP és a Hajdúnánásért Európai Szemlélettel Egyesület (HESZE) szerepelt jelölő szervezetként a szavazólapon (helyi szervezettel a Jobbik, az MSZP, valamint a HESZE rendelkezik).
A választáson a Fidesz-KDNP, valamint az ellenzéki pártokat és helyi szervezeteket tömörítő Összefogás Hajdúnánásért jelöltjei 4-4 egyéni választókerületben győztek, kompenzációs listáról az Összefogás 2, a Fidesz-KDNP 1 mandátumhoz jutott. Szólláth Tibor (Fidesz-KDNP) egyedüli indulóként nyerte meg a polgármester-választást, így ő harmadik ciklusát kezdhette meg a város vezetőjeként.

## A választás rendszere
A települési önkormányzati választásokat az országosan megrendezett általános önkormányzati választások részeként tartották meg. A szavazók a helyi képviselők és a településük polgármestere mellett, a megyei közgyűlések képviselőire is ekkor adhatták le a szavazataikat. A választásokat 2019. október 13-án, vasárnap bonyolították le.
A települési képviselőket választókerületenként választhatták meg a polgárok. A település méretétől (lakóinak számától) függtek a választókerületek, s így a megválasztható képviselők száma is. A képviselők nagyjából négyötöde az egyéni választókerületekben nyerte el a megbízatását, míg egyötödük úgynevezett „kompenzációs”, azaz kiegyenlítő listán. A listákra közvetlenül nem lehetett szavazni. Az egyéni választókerületekben leadott, de képviselői helyet nem eredményező szavazatokat összesítették és ezeket a töredékszavazatokat osztották el arányosan a listák között.

### Választókerületek
| Választókerületek | Választókerületek | Választókerületek | Választókerületek |
| EVK               | Polgárok          | Jelölt            |                   |
| ----------------- | ----------------- | ----------------- | ----------------- |
| 01                | 1740              | 2                 |                   |
| 02                | 1782              | 2                 |                   |
| 03                | 1836              | 2                 |                   |
| 04                | 1756              | 3                 |                   |
| 05                | 1608              | 2                 |                   |
| 06                | 1715              | 2                 |                   |
| 07                | 1631              | 3                 |                   |
| 08                | 1714              | 2                 |                   |
| ∑                 | 13 782            | 18                |                   |

A képviselő-testület létszáma 2019-ben nem változott, maradt az előző ciklushoz hasonló 11 fő (ám mivel a korábbi választásoktól eltérően Szólláth Tibor polgármester nem indult egyéni választókörzetben, így a gyakorlatban 12 főre bővült a testület létszáma a választás után). A szabályok szerint a települési képviselő-testületek létszáma a település lakosságszámához igazodott. A város lakosságszáma 2019-ben 16.989 fő, míg a választópolgároké 13.782 fő volt.
A képviselők közül nyolc az egyéni választókerületekben választhattak meg a polgárok, három fő a kompenzációs listákról nyerte el a mandátumot.
Tedej településrész a 8. választókerülethez tartozik 2010 óta.

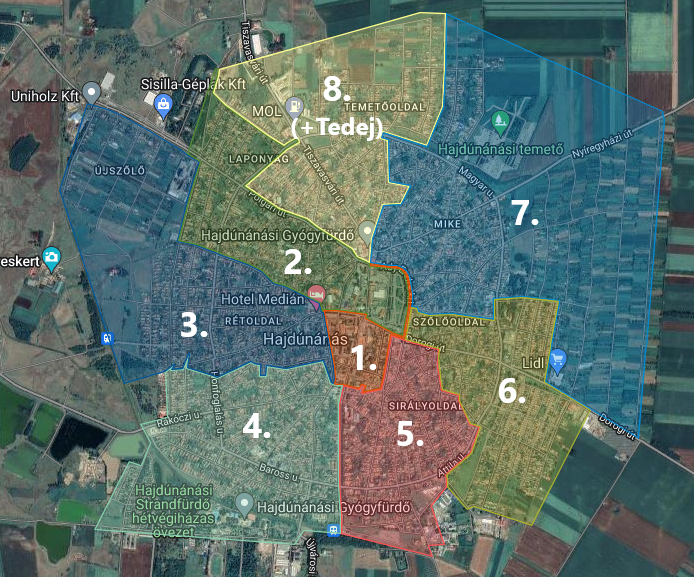
Hajdúnánás egyéni választókerületei 2010 óta

A polgármester-választás tekintetében a város egy választókerületet alkotott, így minden polgár szavazata egyenlő mértékben érvényesülhetett.

## Előzmények, kampány
A 2014-es választáson a Fidesz-KDNP szövetség nagyarányú többséget szerzett a képviselő-testületben a képviselőjelöltekre leadott szavazatok 43%-át elnyerve. Kompenzációs listáról 1-1 mandátumhoz jutott a Jobbik (21%), az MSZP (15%) és a Hajdúnánásért Tevékenykedők Független Egyesülete (HTFE) (13%). Szólláth Tibor (Fidesz-KDNP) a szavazatok 49%-át megszerezve kezdhette meg második polgármesteri ciklusát.
A 2014-2019-es ciklus képviselői:
- Szólláth Tibor Zoltán polgármester (8. EVK., Fidesz-KDNP)
- Dr. Juhász Endre László alpolgármester (3. EVK., Fidesz-KDNP)
- Kovács Zsolt (1. EVK., Fidesz-KDNP)
- Szabóné Marth Éva (2. EVK., Fidesz-KDNP)
- Ötvös János Attila (4. EVK., Fidesz-KDNP)
- Nagyné Juhász Krisztina (5. EVK., Fidesz-KDNP)
- Buczkó József (6. EVK., Fidesz-KDNP)
- Tóth Imre (7. EVK., Fidesz-KDNP)
- Bódi Judit (kompenzációs lista, MSZP)
- Dr. Éles András (kompenzációs lista, HTFE)
- Papp Gáborné (kompenzációs lista, Jobbik)
- Dr. Csiszár Imre társadalmi megbízatású alpolgármesterként dolgozott a ciklusban, ám mivel nem volt önkormányzati képviselő, így nem rendelkezett szavazati joggal a testületben

|      |             |           |           |
| Párt | Párt        | Képviselő | Képviselő |
|      | Fidesz-KDNP | 8         | 72,7%     |
|      | MSZP        | 1         | 9,1%      |
|      | Jobbik      | 1         | 9,1%      |
|      | HTFE        | 1         | 9,1%      |

| Szervezetek | Képviselő-testületi helyek | Képviselő-testületi helyek | Képviselő-testületi helyek | Képviselő-testületi helyek | Képviselő-testületi helyek | Képviselő-testületi helyek | Képviselő-testületi helyek | Képviselő-testületi helyek |    | Σ  |
| Szervezetek | Képviselő-testületi helyek | Képviselő-testületi helyek | Képviselő-testületi helyek | Képviselő-testületi helyek | Képviselő-testületi helyek | Képviselő-testületi helyek | Képviselő-testületi helyek | Képviselő-testületi helyek | vk | Σ  |
| ----------- | -------------------------- | -------------------------- | -------------------------- | -------------------------- | -------------------------- | -------------------------- | -------------------------- | -------------------------- | -- | -- |
| Fidesz-KDNP |                            |                            |                            |                            |                            |                            |                            |                            | 8  | 8  |
| Fidesz-KDNP |                            |                            |                            |                            |                            |                            |                            | 0                          |    | 8  |
| MSZP        |                            |                            |                            |                            |                            |                            |                            |                            | 0  | 1  |
| MSZP        |                            |                            |                            |                            |                            |                            |                            | 1                          |    | 1  |
| Jobbik      |                            |                            |                            |                            |                            |                            |                            |                            | 0  | 1  |
| Jobbik      |                            |                            |                            |                            |                            |                            |                            | 1                          |    | 1  |
| HTFE        |                            |                            |                            |                            |                            |                            |                            |                            | 0  | 1  |
| HTFE        |                            |                            |                            |                            |                            |                            |                            | 1                          |    | 1  |
| Összesen    |                            |                            |                            |                            |                            |                            |                            |                            | 8  | 11 |
| Összesen    | 3                          |                            |                            |                            |                            |                            |                            |                            |    | 11 |

2019. június 27-én derült ki, hogy a Fidesz-KDNP ismét a hivatalban lévő polgármestert, Szólláth Tibort jelöli polgármesternek. A képviselőjelöltek személyét augusztus 26-án hozták nyilvánosságra. Mindössze két választókerületben indult újra a hivatalban lévő képviselő, Nagyné Juhász Krisztina pedig az ötös körzet helyett a hármasban indult. Szólláth Tibor ez alkalommal nem vállalt képviselő-jelöltséget, helyette Nagyné Legény Ildikót indította el a pártszövetség a Tedejt is magába foglaló 8-as körzetben. A Fidesz-KDNP jelszava a "Mögöttünk a kormány! Előttünk a lehetőség!" volt. A jobboldal az elmúlt 10 évben megvalósított fejlesztésekkel, illetve a megvalósítás előtt álló ipari parkkal kampányolt, aminek az akkori tájékoztatás szerint részét képezte egy kínai érdekeltségű tejporgyár is. A pártszövetséget a Magosz és az IPOSZ is támogatta.
Az ellenzéki összefogás jelöltjei 2019. szeptember 6-án mutatkoztak be. A 8 jelölt közül 4 korábban is a testület tagja volt: Bódi Judit, Éles András, Oláh Miklós és Török István. Az Összefogás Hajdúnánásért szövetség mögött 6 szervezet állt: a DK, az MSZP, a Jobbik, a Momentum, az LMP és a Hajdúnánásért Európai Szemlélettel Egyesület (HESZE). A pártok közül az MSZP, illetve a Jobbik rendelkezik helyi szervezettel. Bár a szavazólapon nem szerepelt, de az együttműködésnek része volt a Hajdúnánásért Tevékenykedők Független Egyesülete (HTFE) is, melynek elnöke, dr. Éles András korábbi polgármester egyéni jelöltként, egyik tagja, Szűcsné dr. Sebestyén Irén korábbi jegyző pedig listás jelöltként indult. Az MSZP és a HESZE 3-3, a Jobbik pedig 1 körzetben állíthatott jelöltet a megállapodás szerint. Komoly visszhangot váltott ki, hogy az ellenzék nem indított polgármesterjelöltet. Indoklásuk szerint kormánypárti polgármesterrel több kormányzati és uniós forrás kerülhet a városba. A testületi döntések tekintetében kívántak kontroll szerepet gyakorolni a korábbi fideszes többségi gyakorlattal szemben. Ezt olyan jelöltekkel kívánták elérni, akik megfogalmazásuk szerint sem a civil, sem a gazdasági életükben nem függenek a polgármestertől. Bódi Judit a választás utáni interjúban elismerte, hogy nem találtak olyan polgármester-jelöltet, aki teljes szívvel és teljes erőbedobással végig tudta volna vinni a kampányt.
A Fidesz és az ellenzék jelöltjei mellett két független jelölt is indult a választáson: Koroknai Zoltán a 4-es, Klepács Györgyi öt évvel korábbi polgármesterjelölt pedig a 7-es körzetben. A 2-es körzetben Ilyés Ilona független jelölt is felvette az ajánlóíveket, ám az általa leadott ajánlások nagy része érvénytelen volt, mivel azok nem körzetbeli lakosoktól érkeztek.
A kampány az országoshoz képest nyugodtabb hangnemben zajlott. Egy olyan eset történt, ami kisebb zúgolódást váltott ki: a Fidesz-KDNP egy újsághirdetésben "Ön melyikre bízná a gyermekeit?" felütéssel az ellenzéki jelölteket fantomképekkel ábrázolta. Az ellenzék egy, a fideszes képviselőjelölteket is ábrázoló újsághirdetéssel ("Mi nem félünk a megmérettetéstől!") és egy nyílt levéllel válaszolt.

## Jelöltek
| Szervezet   | Szervezet                                    | Szervezet                              | Szervezet                              | Polgár- mester- jelölt | Képviselőjelöltek     | Képviselőjelöltek  | Képviselőjelöltek                 | Képviselőjelöltek  | Képviselőjelöltek  |
| Szervezet   | Szervezet                                    | Szervezet                              | Szervezet                              | Polgár- mester- jelölt | Egyéni jelöltek száma | Kompenzációs lista | Kompenzációs lista                | Kompenzációs lista | Kompenzációs lista |
|             | neve                                         | jellege                                | hatóköre                               | Polgár- mester- jelölt | Egyéni jelöltek száma | #.                 | neve                              | típusa             | jelöltek száma     |
| ----------- | -------------------------------------------- | -------------------------------------- | -------------------------------------- | ---------------------- | --------------------- | ------------------ | --------------------------------- | ------------------ | ------------------ |
|             | Fidesz – Magyar Polgári Szövetség            | párt                                   | országos                               | ✓                      | 8                     | 1.                 | Fidesz-KDNP                       | közös              | 9                  |
|             | Kereszténydemokrata Néppárt                  | párt                                   | országos                               | ✓                      | 8                     | 1.                 | Fidesz-KDNP                       | közös              | 9                  |
|             | Demokratikus Koalíció                        | párt                                   | országos                               |                        | 8                     | 2.                 | DK-MSZP-Jobbik-Momentum-LMP-HESZE | közös              | 9                  |
|             | Magyar Szocialista Párt                      | párt                                   | országos                               |                        | 8                     | 2.                 | DK-MSZP-Jobbik-Momentum-LMP-HESZE | közös              | 9                  |
|             | Jobbik Magyarországért Mozgalom              | párt                                   | országos                               |                        | 8                     | 2.                 | DK-MSZP-Jobbik-Momentum-LMP-HESZE | közös              | 9                  |
|             | Momentum Mozgalom                            | párt                                   | országos                               |                        | 8                     | 2.                 | DK-MSZP-Jobbik-Momentum-LMP-HESZE | közös              | 9                  |
|             | Lehet Más a Politika                         | párt                                   | országos                               |                        | 8                     | 2.                 | DK-MSZP-Jobbik-Momentum-LMP-HESZE | közös              | 9                  |
|             | Hajdúnánásért Európai Szemlélettel Egyesület | társ.                                  | helyi                                  |                        | 8                     | 2.                 | DK-MSZP-Jobbik-Momentum-LMP-HESZE | közös              | 9                  |
|             |                                              |                                        |                                        |                        |                       |                    |                                   |                    |                    |
|             | szervezet nélküli (független) jelöltek       | szervezet nélküli (független) jelöltek | szervezet nélküli (független) jelöltek |                        | 2                     |                    |                                   |                    |                    |
| 8 szervezet | 8 szervezet                                  | 8 szervezet                            | 8 szervezet                            | 1                      | 18                    | 2 lista            | 2 lista                           | 2 lista            | 18                 |

### Képviselőjelöltek

#### Egyéni választókerületi jelöltek
|                                     | Egyéni választókerületek | Egyéni választókerületek | Egyéni választókerületek | Egyéni választókerületek | Egyéni választókerületek | Egyéni választókerületek | Egyéni választókerületek | Egyéni választókerületek | ∑  |
| 01                                  | 02                       | 03                       | 04                       | 05                       | 06                       | 07                       | 08                       |                          | ∑  |
| ----------------------------------- | ------------------------ | ------------------------ | ------------------------ | ------------------------ | ------------------------ | ------------------------ | ------------------------ | ------------------------ | -- |
| Független jelöltek                  | -                        | -                        | -                        | 1                        | -                        | -                        | 1                        | -                        | 2  |
| Szervezetek által állított jelöltek |                          |                          |                          |                          |                          |                          |                          |                          |    |
| Fidesz-KDNP                         |                          |                          |                          |                          |                          |                          |                          |                          | 8  |
| DK-MSZP-Jobbik-Momentum-LMP-HESZE   |                          |                          |                          |                          |                          |                          |                          |                          | 8  |
| Összesen                            | 2                        | 2                        | 2                        | 3                        | 2                        | 2                        | 3                        | 2                        | 18 |

Az egyéni választókerületekben az ott élő polgárok 1%-ának ajánlását kellett összegyűjteni. Egy választópolgár több jelöltet is ajánlhatott. Az ajánlások gyűjtésére 2019. augusztus 24-től szeptember 9-ig állt lehetőség. Aláhúzva a hivatalban lévő körzeti képviselők. Ott, ahol nem indult el az addigi képviselő, ott az ő jelölő szervezete van aláhúzva.
| EVK-01 | EVK-01                                        |
| ------ | --------------------------------------------- |
|        | Dr. Horváth Tibor Gergely Fidesz-KDNP         |
|        | Oláh Miklós DK-MSZP-Jobbik-Momentum-LMP-HESZE |

| EVK-02 | EVK-02                                         |
| ------ | ---------------------------------------------- |
|        | Kállai Zsolt DK-MSZP-Jobbik-Momentum-LMP-HESZE |
|        | Dr. Csiszár Imre Fidesz-KDNP                   |

| EVK-03 | EVK-03                                        |
| ------ | --------------------------------------------- |
|        | Nagyné Juhász Krisztina Fidesz-KDNP           |
|        | Bakó Sándor DK-MSZP-Jobbik-Momentum-LMP-HESZE |

| EVK-04 | EVK-04                                             |
| ------ | -------------------------------------------------- |
|        | Koroknai Zoltán független                          |
|        | Dr. Varga Miklós DK-MSZP-Jobbik-Momentum-LMP-HESZE |
|        | Ötvös János Attila Fidesz-KDNP                     |

| EVK-05 | EVK-05                                            |
| ------ | ------------------------------------------------- |
|        | Kocsis Áron Fidesz-KDNP                           |
|        | Dr. Éles András DK-MSZP-Jobbik-Momentum-LMP-HESZE |

| EVK-06 | EVK-06                                         |
| ------ | ---------------------------------------------- |
|        | Dózsa Miklós Fidesz-KDNP                       |
|        | Török István DK-MSZP-Jobbik-Momentum-LMP-HESZE |

| EVK-07 | EVK-07                                       |
| ------ | -------------------------------------------- |
|        | Klepács Györgyi független                    |
|        | Tóth Imre Fidesz-KDNP                        |
|        | Bódi Judit DK-MSZP-Jobbik-Momentum-LMP-HESZE |

| EVK-08 | EVK-08                                                   |
| ------ | -------------------------------------------------------- |
|        | Nagyné Legény Ildikó Fidesz-KDNP                         |
|        | Nyakóné Széll Hajnalka DK-MSZP-Jobbik-Momentum-LMP-HESZE |

#### Kompenzációs listák
| Lista   | Lista                             | Listavezető           | Jelöltek száma |
| ------- | --------------------------------- | --------------------- | -------------- |
|         | Fidesz-KDNP                       | Szólláth Tibor Zoltán | 9              |
|         | DK-MSZP-Jobbik-Momentum-LMP-HESZE | Bódi Judit            | 9              |
| 2 lista | 2 lista                           |                       | 18             |

| \| Lista \| Lista \| # \| Jelölt \| EVK \| EVK \| \| ----- \| --------------------------------- \| -------------------------- \| --------------------- \| --- \| --- \| \| \| Fidesz-KDNP \| 1. \| Szólláth Tibor Zoltán \| \| \| \| 2. \| Fidesz-KDNP \| Dr. Csiszár Imre \| 02 \| \| \| \| 3. \| Fidesz-KDNP \| Nagyné Juhász Krisztina \| 03 \| \| \| \| 4. \| Fidesz-KDNP \| Ötvös János Attila \| 04 \| \| \| \| 5. \| Fidesz-KDNP \| Tóth Imre \| 07 \| \| \| \| 6. \| Fidesz-KDNP \| Dózsa Miklós \| 06 \| \| \| \| 7. \| Fidesz-KDNP \| Kocsis Áron \| 05 \| \| \| \| 8. \| Fidesz-KDNP \| Dr. Horváth Tibor Gergely \| 01 \| \| \| \| 9. \| Fidesz-KDNP \| Szabó Endre \| \| \| \| \| \| DK-MSZP-Jobbik-Momentum-LMP-HESZE \| 1. \| Bódi Judit \| 07 \| \| \| 2. \| DK-MSZP-Jobbik-Momentum-LMP-HESZE \| Kállai Zsolt \| 02 \| \| \| \| 3. \| DK-MSZP-Jobbik-Momentum-LMP-HESZE \| Török István \| 06 \| \| \| \| 4. \| DK-MSZP-Jobbik-Momentum-LMP-HESZE \| Dr. Éles András \| 05 \| \| \| \| 5. \| DK-MSZP-Jobbik-Momentum-LMP-HESZE \| Szűcsné Dr. Sebestyén Irén \| \| \| \| \| 6. \| DK-MSZP-Jobbik-Momentum-LMP-HESZE \| T. Tóth Tibor \| \| \| \| \| 7. \| DK-MSZP-Jobbik-Momentum-LMP-HESZE \| Oláh Miklós \| 01 \| \| \| \| 8. \| DK-MSZP-Jobbik-Momentum-LMP-HESZE \| Bakó Sándor \| 03 \| \| \| \| 9. \| DK-MSZP-Jobbik-Momentum-LMP-HESZE \| Nyakóné Széll Hajnalka \| 08 \| \| \| \| \| \| \| \| \| \| |                                   |                            |                       |     |     |
| - Aláhúzva a hivatalban lévő listás képviselők, illetve azok, akik ezen a választáson nem indultak el egyéni választókerületben. - A közös listán induló jelöltek mögött található színkód azt a pártot jelöli - amennyiben ez megállapítható -, amelyikhez a jelölt tartozik. |                                   |                            |                       |     |     |
| Lista | Lista                             | #                          | Jelölt                | EVK | EVK |
| | Fidesz-KDNP                       | 1.                         | Szólláth Tibor Zoltán |     |     |
| 2. | Fidesz-KDNP                       | Dr. Csiszár Imre           | 02                    |     |     |
| 3. | Fidesz-KDNP                       | Nagyné Juhász Krisztina    | 03                    |     |     |
| 4. | Fidesz-KDNP                       | Ötvös János Attila         | 04                    |     |     |
| 5. | Fidesz-KDNP                       | Tóth Imre                  | 07                    |     |     |
| 6. | Fidesz-KDNP                       | Dózsa Miklós               | 06                    |     |     |
| 7. | Fidesz-KDNP                       | Kocsis Áron                | 05                    |     |     |
| 8. | Fidesz-KDNP                       | Dr. Horváth Tibor Gergely  | 01                    |     |     |
| 9. | Fidesz-KDNP                       | Szabó Endre                |                       |     |     |
| | DK-MSZP-Jobbik-Momentum-LMP-HESZE | 1.                         | Bódi Judit            | 07  |     |
| 2. | DK-MSZP-Jobbik-Momentum-LMP-HESZE | Kállai Zsolt               | 02                    |     |     |
| 3. | DK-MSZP-Jobbik-Momentum-LMP-HESZE | Török István               | 06                    |     |     |
| 4. | DK-MSZP-Jobbik-Momentum-LMP-HESZE | Dr. Éles András            | 05                    |     |     |
| 5. | DK-MSZP-Jobbik-Momentum-LMP-HESZE | Szűcsné Dr. Sebestyén Irén |                       |     |     |
| 6. | DK-MSZP-Jobbik-Momentum-LMP-HESZE | T. Tóth Tibor              |                       |     |     |
| 7. | DK-MSZP-Jobbik-Momentum-LMP-HESZE | Oláh Miklós                | 01                    |     |     |
| 8. | DK-MSZP-Jobbik-Momentum-LMP-HESZE | Bakó Sándor                | 03                    |     |     |
| 9. | DK-MSZP-Jobbik-Momentum-LMP-HESZE | Nyakóné Széll Hajnalka     | 08                    |     |     |
| |                                   |                            |                       |     |     |

### Polgármesterjelöltek
A polgármester jelöltséghez legalább 300 választópolgár ajánlása volt szükség, melyeket a képviselőjelöltekhez hasonlóan 2019. augusztus 24-től szeptember 9-ig gyűjthettek a jelöltek.

A polgármester-választáson a hivatalban lévő városvezető egyedüli jelöltként indult.
| Jelölt                | Szervezet | Szervezet   |
| --------------------- | --------- | ----------- |
| Szólláth Tibor Zoltán |           | Fidesz-KDNP |

## A szavazás menete
A választást 2019. október 13-án, vasárnap bonyolították le. A választópolgárok reggel 6 órától kezdve adhatták le a szavazataikat, egészen a 19 órás urnazárásig.

### Részvétel
| A részvételi adatok napközbeni alakulása | A részvételi adatok napközbeni alakulása | A részvételi adatok napközbeni alakulása | A részvételi adatok napközbeni alakulása | A részvételi adatok napközbeni alakulása               |
| Időpont                                  | Szavazók                                 | Szavazók                                 | +/- 2014 óta(%p)                         | Legnagyobb/legkisebbrészvétel                          |
| Időpont                                  | fő                                       | %                                        | +/- 2014 óta(%p)                         | Legnagyobb/legkisebbrészvétel                          |
| ---------------------------------------- | ---------------------------------------- | ---------------------------------------- | ---------------------------------------- | ------------------------------------------------------ |
| 7:00                                     | 124                                      | 0,90%                                    | 0,48                                     | 18. számú szavazókör 2,15%1. számú szavazókör 0,11%    |
| 9:00                                     | 818                                      | 5,94%                                    | 1,48                                     | 18. számú szavazókör 12,27%17. számú szavazókör 3,65%  |
| 11:00                                    | 1853                                     | 13,45%                                   | 1,90                                     | 18. számú szavazókör 19,63%17. számú szavazókör 8,68%  |
| 13:00                                    | 2485                                     | 18,03%                                   | 3,11                                     | 18. számú szavazókör 26,69%4. számú szavazókör 13,72%  |
| 15:00                                    | 3200                                     | 23,22%                                   | 4,05                                     | 18. számú szavazókör 40,18%4. számú szavazókör 17,89%  |
| 17:00                                    | 3964                                     | 28,76%                                   |                                          | 18. számú szavazókör 50,31%4.. számú szavazókör 24,37% |
| 18:30                                    | 4447                                     | 32,27%                                   |                                          | 18. számú szavazókör 53,99%5. számú szavazókör 26,81%  |
| 19:00                                    | 4547                                     | 32,99%                                   | 6,81                                     | 18. számú szavazókör 54,60%4. számú szavazókör 27,44%  |

|                                  |                                  |        | jogosultakarányában | szavazókarányában |
| -------------------------------- | -------------------------------- | ------ | ------------------- | ----------------- |
| Választójogosult                 | Választójogosult                 | 13 782 |                     |                   |
| Szavazó                          | Szavazó                          | 4 547  | 32,99%              |                   |
| érvényes szavazólap              | érvényes szavazólap              | 3 399  | 24,66%              | 74,75%            |
| érvénytelen / hiányzó szavazólap | érvénytelen / hiányzó szavazólap | 1 148  | 8,33%               | 25,25%            |
| Távol maradó                     | Távol maradó                     | 9 235  | 67,01%              |                   |

## Eredmény[17]

### Képviselő-választások

#### Egyéni választókerületi eredmények
| Választókerületi eredmények | Választókerületi eredmények | Választókerületi eredmények | Választókerületi eredmények       | Választókerületi eredmények | Választókerületi eredmények | Választókerületi eredmények | Választókerületi eredmények | Választókerületi eredmények |
| EVK                         | Jelölt                      | Jelölő szervezet(ek)        | Jelölő szervezet(ek)              | #.                          | Szavazat                    | Szavazat                    | Szavazat                    | Szavazat                    |
| EVK                         | Jelölt                      | Jelölő szervezet(ek)        | Jelölő szervezet(ek)              | #.                          | db                          | jog.%                       | szav.%                      | érv.%                       |
| --------------------------- | --------------------------- | --------------------------- | --------------------------------- | --------------------------- | --------------------------- | --------------------------- | --------------------------- | --------------------------- |
| 01                          | Oláh Miklós                 |                             | DK-MSZP-Jobbik-Momentum-LMP-HESZE | 1.                          | 333                         | 19,14%                      | 61,21%                      | 63,79%                      |
| 01                          | Dr. Horváth Tibor Gergely   |                             | Fidesz-KDNP                       | 2.                          | 189                         | 10,86%                      | 34,74%                      | 36,21%                      |
| 02                          | Dr. Csiszár Imre            |                             | Fidesz-KDNP                       | 1.                          | 287                         | 16,11%                      | 55,84%                      | 57,75%                      |
| 02                          | Kállai Zsolt                |                             | DK-MSZP-Jobbik-Momentum-LMP-HESZE | 2.                          | 210                         | 11,78%                      | 40,86%                      | 42,25%                      |
| 03                          | Bakó Sándor                 |                             | DK-MSZP-Jobbik-Momentum-LMP-HESZE | 1.                          | 287                         | 15,63%                      | 48,32%                      | 50,17%                      |
| 03                          | Nagyné Juhász Krisztina     |                             | Fidesz-KDNP                       | 2.                          | 285                         | 15,52%                      | 47,98%                      | 49,83%                      |
| 04                          | Ötvös János Attila          |                             | Fidesz-KDNP                       | 1.                          | 262                         | 14,92%                      | 46,37%                      | 47,29%                      |
| 04                          | Dr. Varga Miklós            |                             | DK-MSZP-Jobbik-Momentum-LMP-HESZE | 2.                          | 175                         | 9,97%                       | 30,97%                      | 31,59%                      |
| 04                          | Koroknai Zoltán             |                             | független                         | 3.                          | 117                         | 6,66%                       | 20,71%                      | 21,12%                      |
| 05                          | Dr. Éles András             |                             | DK-MSZP-Jobbik-Momentum-LMP-HESZE | 1.                          | 265                         | 16,48%                      | 49,63%                      | 50,96%                      |
| 05                          | Kocsis Áron                 |                             | Fidesz-KDNP                       | 2.                          | 255                         | 15,68%                      | 47,75%                      | 49,04%                      |
| 06                          | Dózsa Miklós                |                             | Fidesz-KDNP                       | 1.                          | 282                         | 16,44%                      | 49,04%                      | 50,72%                      |
| 06                          | Török István                |                             | DK-MSZP-Jobbik-Momentum-LMP-HESZE | 2.                          | 274                         | 15,98%                      | 47,65%                      | 49,28%                      |
| 07                          | Bódi Judit                  |                             | DK-MSZP-Jobbik-Momentum-LMP-HESZE | 1.                          | 331                         | 20,29%                      | 52,62%                      | 53,22%                      |
| 07                          | Tóth Imre                   |                             | Fidesz-KDNP                       | 2.                          | 160                         | 9,81%                       | 25,44%                      | 25,72%                      |
| 07                          | Klepács Györgyi             |                             | független                         | 3.                          | 131                         | 8,03%                       | 20,83%                      | 21,06%                      |
| 08                          | Nagyné Legény Ildikó        |                             | Fidesz-KDNP                       | 1.                          | 322                         | 18,79%                      | 54,58%                      | 56,59%                      |
| 08                          | Nyakóné Széll Hajnalka      |                             | DK-MSZP-Jobbik-Momentum-LMP-HESZE | 2.                          | 247                         | 14,41%                      | 41,86%                      | 43,41%                      |

| EVK            | Megválasztott képviselő | Megválasztott képviselő | Megválasztott képviselő           | Szavazat | Szavazat | Szavazat | Szavazat | Előny a 2. előtt (%p) |
| EVK            | név                     | szervezet(ek)           | szervezet(ek)                     | db       | jog.%    | szav.%   | érv.%    | Előny a 2. előtt (%p) |
| -------------- | ----------------------- | ----------------------- | --------------------------------- | -------- | -------- | -------- | -------- | --------------------- |
| 01             | Oláh Miklós             |                         | DK-MSZP-Jobbik-Momentum-LMP-HESZE | 333      | 19,14%   | 61,21%   | 63,79%   | 27,58                 |
| 02             | Dr. Csiszár Imre        |                         | Fidesz-KDNP                       | 287      | 16,11%   | 55,84%   | 57,75%   | 15,50                 |
| 03             | Bakó Sándor             |                         | DK-MSZP-Jobbik-Momentum-LMP-HESZE | 287      | 15,63%   | 48,32%   | 50,17%   | 0,34                  |
| 04             | Ötvös János Attila      |                         | Fidesz-KDNP                       | 262      | 14,92%   | 46,37%   | 47,29%   | 15,70                 |
| 05             | Dr. Éles András         |                         | DK-MSZP-Jobbik-Momentum-LMP-HESZE | 265      | 16,48%   | 49,63%   | 50,96%   | 1,92                  |
| 06             | Dózsa Miklós            |                         | Fidesz-KDNP                       | 282      | 16,44%   | 49,04%   | 50,72%   | 1,44                  |
| 07             | Bódi Judit              |                         | DK-MSZP-Jobbik-Momentum-LMP-HESZE | 331      | 20,29%   | 52,62%   | 53,22%   | 27,50                 |
| 08             | Nagyné Legény Ildikó    |                         | Fidesz-KDNP                       | 322      | 18,79%   | 54,58%   | 56,59%   | 13,18                 |
| Összesen/átlag | Összesen/átlag          | Összesen/átlag          | Összesen/átlag                    | 2369     | 17,22%   | 52,20%   | 53,81%   |                       |

#### Kompenzációs listás eredmények
A kompenzációs listák között azokat a szavazatokat osztották szét, amelyeket olyan jelöltek kaptak, akik nem nyertek, s így ezek a szavazatok nem eredményezek képviselői megbízatást. Az így nyert töredékszavazatok a listát állító szervezetek között arányosan osztották el.
Mind a Fidesz-KDNP, mind az Összefogás Hajdúnánásért szövetség pártjai közös listát állítottak.
| Lista | Lista                             | Töredék szavazat | Képviselő |
| ----- | --------------------------------- | ---------------- | --------- |
|       | DK-MSZP-Jobbik-Momentum-LMP-HESZE | 906              | 2         |
|       | Fidesz-KDNP                       | 889              | 1         |

#### Összesítés
| Szervezet    | Szervezet                         | Érvényes szavazat | Érvényes szavazat | Képviselő | Képviselő |
| ------------ | --------------------------------- | ----------------- | ----------------- | --------- | --------- |
|              | DK-MSZP-Jobbik-Momentum-LMP-HESZE | 2122              | 48,10%            | 6         | 54,6%     |
|              | Fidesz-KDNP                       | 2042              | 46,28%            | 5         | 45,4%     |
|              | független                         | 248               | 5,62%             | 0         |           |
| Összesen     | Összesen                          | 4412              |                   | 11        |           |
| \| 6 \| 5 \| |                                   |                   |                   |           |           |
| 6            | 5                                 |                   |                   |           |           |

### Polgármester-választás
| Szólláth Tibor Zoltán |  |
|                       |  |
|                       |  |

| \| Polgármester-választás \| Polgármester-választás \| Polgármester-választás \| Polgármester-választás \| Polgármester-választás \| \| ---------------------- \| ---------------------- \| ---------------------- \| ---------------------- \| ---------------------- \| \| Jelöltek \| \| \| szavazat \| \| \| Szólláth Tibor Zoltán \| Szólláth Tibor Zoltán \| \| 3399 \| 3399 \| \| \| \| \| \| \| |                       |  |          |      |
| Polgármester-választás |                       |  |          |      |
| Jelöltek |                       |  | szavazat |      |
| Szólláth Tibor Zoltán | Szólláth Tibor Zoltán |  | 3399     | 3399 |
| |                       |  |          |      |

| Polgármester-választás | Polgármester-választás | Polgármester-választás | Polgármester-választás | Polgármester-választás |
| ---------------------- | ---------------------- | ---------------------- | ---------------------- | ---------------------- |
| Jelöltek               |                        |                        | szavazat               |                        |
| Szólláth Tibor Zoltán  | Szólláth Tibor Zoltán  |                        | 3399                   | 3399                   |
|                        |                        |                        |                        |                        |

## A megválasztott önkormányzat
|          |                          |           |           |
| Párt     | Párt                     | Képviselő | Képviselő |
|          | Fidesz–KDNP              | 6         | 50%       |
|          | Összefogás Hajdúnánásért | 6         | 50%       |
| Összesen | Összesen                 | 12        |           |

| Polgármester             | Polgármester | Polgármester | Polgármester | Polgármester | Polgármester | Polgármester | Polgármester | Polgármester | Polgármester |
| ------------------------ | ------------ | ------------ | ------------ | ------------ | ------------ | ------------ | ------------ | ------------ | ------------ |
| Szólláth Tibor Zoltán    |              | Fidesz-KDNP  | Fidesz-KDNP  | Fidesz-KDNP  | Fidesz-KDNP  | Fidesz-KDNP  | Fidesz-KDNP  | Fidesz-KDNP  | –            |
| Képviselő-testület       |              |              |              |              |              |              |              |              |              |
| Szervezet                | Képviselő    | Képviselő    | Képviselő    | Képviselő    | Képviselő    | Képviselő    | Képviselő    | Képviselő    | ± 2014 óta   |
| Összefogás Hajdúnánásért |              |              |              |              |              |              | 6            | 54,6%        | Új           |
| Fidesz-KDNP              |              |              |              |              |              |              | 5            | 45,4%        | -3           |
| Összesen                 |              |              |              |              |              |              | 11           |              |              |

| EVK        | 01              | 02               | 03          | 04                   |
| ---------- | --------------- | ---------------- | ----------- | -------------------- |
| Képviselő  | Oláh Miklós     | Dr. Csiszár Imre | Bakó Sándor | Ötvös János Attila   |
| Szervezet  |                 |                  |             |                      |
| Összefogás | Fidesz–KDNP     | Összefogás       | Fidesz–KDNP |                      |
|            |                 |                  |             |                      |
| EVK        | 05              | 06               | 07          | 08                   |
| Képviselő  | Dr. Éles András | Dózsa Miklós     | Bódi Judit  | Nagyné Legény Ildikó |
| Szervezet  |                 |                  |             |                      |
| Összefogás | Fidesz–KDNP     | Összefogás       | Fidesz–KDNP |                      |

| Szervezet | Szervezet   | Képviselő               |
| --------- | ----------- | ----------------------- |
|           | Fidesz–KDNP | Nagyné Juhász Krisztina |
|           | Összefogás  | Kállai Zsolt            |
|           | Összefogás  | Török István            |

## A választás után
A választáson több körzetben, valamint a kompenzációs listán is rendkívül szoros eredmény született. A Fidesz-KDNP előbb a 3. EVK (ahol mindössze 2 szavazat döntött), illetve a kompenzációs lista (17 töredékszavazat volt a két lista között a különbség) eredménye ellen is fellebbezett, így végül az összes szavazókör szavazatait újraszámolták, de az eredmény érdemben nem változott. A választópolgárok alig egyharmada vett részt a választáson, ennél csak 1990-ben volt alacsonyabb a részvételi arány. A polgármesterre leadott szavazatok egynegyede érvénytelen volt. A 2019-es önkormányzati választás patthelyzetet eredményezett a testületben, mivel az Összefogás Hajdúnánásért és a Polgári Összefogás képviselőcsoportnak is 6-6 képviselője nyert mandátumot. A képviselő-testület végül november 7-én alakult meg. A képviselőcsoportok megállapodása értelmében három társadalmi megbízatású alpolgármestert választott meg a testület: dr. Csiszár Imre (Fidesz-KDNP), Nagyné Legény Ildikó (Fidesz-KDNP) és Török István (Összefogás Hajdúnánásért). A bizottsági helyek elosztása eredetileg a testületben kialakult egyensúlyi helyzetet követte volna (abban a bizottságban, ahol az ellenzék adja az elnököt, ott a kormánypárt alkotja a többséget, és fordítva). Ez végül annyiban változott, hogy a három alpolgármesteres struktúra miatt (ahol a három alpolgármesterből kettő fideszes) az Összefogás Hajdúnánásért képviselőcsoport a Művelődési, Oktatási, Ifjúsági és Sport Bizottságban az elnöki tiszt mellett a többséget is megszerezte. Szólláth Tibor szerint a szavazók nem érezték a tétjét a választásnak, tekintve, hogy csak egy polgármesterjelölt volt. Emiatt a fideszes szavazók nagy része is azt gondolhatta, hogy "úgyis minden marad a régiben". Bódi Judit visszautasította azokat a pletykákat, miszerint tisztogatásba kezdenének a város intézményeiben, valamint kijelentette, hogy az Összefogás Hajdúnánásért képviselőcsoport nem a "rombolásért" állt össze, és továbbra is támogatnak minden olyan fejlesztést, ami a város érdekeit szolgálja. A Polgári Összefogás képviselőcsoport vezetője Nagyné Juhász Krisztina lett, akit később dr. Csiszár Imre váltott.

## Időközi választás 2020
2020. június 16-án elhunyt dr. Éles András, akit 2019-ben az 5. választókörzetben választottak meg képviselőnek, így a megüresedett mandátum betöltésére időközi választást tűztek ki 2020. szeptember 20-ra. A választáson 4 jelölt indult: Kocsis Áron református lelkész, a helyi Kőrösi Gimnázium hitéleti igazgatóhelyettese a Polgári Összefogás képviselőcsoport támogatásával; Szűcsné dr. Sebestyén Irén ügyvéd, a város korábbi jegyzője (2006-2010), akit az Összefogás Hajdúnánásért képviselőcsoport támogatott; Jenei Gábor, a Mi Hazánk jelöltje és Dobány László, a Munkáspárt jelöltje. A személyeskedésektől sem mentes kampány rendkívül intenzív volt, a finisbe az országos sajtó is beszállt. Ennek megfelelően a részvétel szokatlanul magas, 50%-os volt. A választást Kocsis Áron nyerte, így a Fidesz-KDNP visszaszerezte a többséget a testületben. Maradt a három alpolgármesteres struktúra, ám a bizottságok mindegyikében átvette a többséget a Polgári Összefogás képviselőcsoport. A 2022-es országgyűlési választást követően Szólláth Tibor kezdeményezésére a testületi többség leváltotta Török István ellenzéki alpolgármestert. A városvezető bizalomhiányra hivatkozott, melyet nagyrészt az időközi választás kampányára vezetett vissza.
|          |                          |           |           |
| Párt     | Párt                     | Képviselő | Képviselő |
|          | Fidesz–KDNP              | 7         | 58,33%    |
|          | Összefogás Hajdúnánásért | 5         | 41,67%    |
| Összesen | Összesen                 | 12        |           |

|    | Jelölt                     |  | Jelölő szervezetek                                            | Szavazatok száma | szavazatok% | jogosultak% |
| -- | -------------------------- |  | ------------------------------------------------------------- | ---------------- | ----------- | ----------- |
| 1. | Kocsis Áron                |  | független (támogatók: Fidesz-KDNP-MAGOSZ-IPOSZ)               | 434              | 52,54%      | 26,03%      |
| 2. | Szűcsné Dr. Sebestyén Irén |  | független (támogatók: DK-MSZP-Jobbik-Momentum-LMP-HESZE-HTFE) | 378              | 45,76%      | 22,68%      |
| 3. | Jenei Gábor                |  | Mi Hazánk Mozgalom                                            | 9                | 1,09%       | 0,54%       |
| 4. | Dobány László              |  | Magyar Munkáspárt                                             | 5                | 0,61%       | 0,30%       |

## Lásd még
- A Hajdúnánási Televízió riportja a választásról
- Szólláth Tibor polgármester értékeli a választási eredményeket
- Bódi Judit, az Összefogás listavezetője értékeli a választási eredményeket